# Abenójar
Abenójar – gmina w Hiszpanii, w prowincji Ciudad Real, w Kastylii-La Mancha, o powierzchni 423,43 km². W 2011 roku gmina liczyła 1579 mieszkańców.